# Kabinett Goppel IV
Das Kabinett Goppel IV bildete vom 12. November 1974 bis zum 7. November 1978 die Staatsregierung des Freistaates Bayern.
| Amt                                    | Name                                           | Partei  | Staatssekretäre                              |
| -------------------------------------- | ---------------------------------------------- | ------- | -------------------------------------------- |
| Ministerpräsident                      | Alfons Goppel                                  | CSU     | ?                                            |
| Stellvertreter des Ministerpräsidenten | Ludwig Huber bis 26. Mai 1977 Karl Hillermeier | CSU CSU | –                                            |
| Inneres                                | Bruno Merk bis 26. Mai 1977 Alfred Seidl       | CSU CSU | Erich Kiesl bis 30. April 1978               |
| Justiz                                 | Karl Hillermeier                               | CSU     | Alfred Seidl bis 26. Mai 1977 Franz Neubauer |
| Finanzen                               | Ludwig Huber bis 26. Mai 1977 Max Streibl      | CSU CSU | Albert Meyer                                 |
| Wirtschaft und Verkehr                 | Anton Jaumann                                  | CSU     | Franz Sackmann                               |
| Ernährung, Landwirtschaft und Forsten  | Hans Eisenmann                                 | CSU     | Simon Nüssel                                 |
| Landesentwicklung und Umweltfragen     | Max Streibl bis 26. Mai 1977 Alfred Dick       | CSU CSU | Alfred Dick bis 26. Mai 1977 Max Fischer     |
| Unterricht und Kultus                  | Hans Maier                                     | CSU     | Mathilde Berghofer-Weichner                  |
| Arbeit und Sozialordnung               | Fritz Pirkl                                    | CSU     | Wilhelm Vorndran                             |
| Bundesangelegenheiten                  | Franz Heubl                                    | CSU     | –                                            |